# Acakyra iaguara
Acakyra iaguara är en skalbaggsart som beskrevs av Martins och Maria Helena M. Galileo 1996. Acakyra iaguara ingår i släktet Acakyra och familjen långhorningar. Inga underarter finns listade i Catalogue of Life.